# Lenguas bena-kinga
Las lenguas bena-kinga son un grupo de lenguas bantúes nororientales de Tanzania y que, por tanto, comparten la isoglosa conocida como ley de Dahl que seguramente es una retención arcaica. En la clasificación de Guthrie de las lenguas bantúes, fueron inicialmente clasificadas dentro de la zona geográfica G. Sin embargo parece que filogenéticamente deben ser clasificadas junto con algunas lenguas de los subgrupos E, F y J que juntos forman las lenguas bantúes nororientales que al parecer constituirían un grupo filogenético.

## Clasificación
Dentro de las lenguas bena-kinga, además del bena y el kinga se incluyen el hehe, el pangwa, el sangu, el wanji y el kisi (todos ellos de la zona geográfica G de Guthrie), además se incluye tentativamente el manda (N10, en la clasificación de Guthrie).

## Comparación léxica
Los numerales en diferentes lenguas bantúes de los grandes lagos son:
| GLOSA | Bena                  | Hehe     | Kisi    | Pangwa   | Wanji           | PROTO- BENA-KINGA |
| ----- | --------------------- | -------- | ------- | -------- | --------------- | ----------------- |
| '1'   | yimwi [jímwi]         | himwi    | ʝimu    | yimwinga | kɪmo            | *yimwi            |
| '2'   | dzivili [tsívili]     | fivili   | siβɨlɨ  | chivili  | ˈfiβɪli         | *-bili            |
| '3'   | dzidatu [tsídatu]     | fidatu   | sidatu  | chidatu  | ˈfitatu         | *-tatu            |
| '4'   | dzitaayi [tsitáːj]    | fitai    | sina    | chitayi  | ˈfine           | *-nai             |
| '5'   | dzihaanu [tsiháːnu]   | fihanu   | sihaanu | chihanu  | fiˈhaːno        | *-haːno           |
| '6'   | mutanda [mútaːⁿda]    | mtanda   | (sita)  | (sita)   | ˈⁿtaːⁿda        | *ⁿtaːⁿda          |
| '7'   | mufungʼati [mufúŋati] | mfungati | (saba)  | (saba)   | ˈlekela ˈlʊbale | *-fuⁿgati         |
| '8'   | munaana [múnaːna]     | mnane    | (nane)  | (nane)   | ˈlekela ˈkʷoːni | *-nane            |
| '9'   | mugondza [múɡoːⁿza]   | nyigonza | (tisa)  | (tisa)   | ˈbudika ˈlʊbale |                   |
| '10'  | nyikyumi [ɲícçumi]    | nyichumi | lilongo | kumi     | ˈkɪɟiɣo         | *ñi-kumi          |